# Юлиан Отступник
Фла́вий Кла́вдий Юлиа́н (Юлиа́н II) (лат. Flavius Claudius Iulianus; в христианской историографии Юлиа́н Отсту́пник, лат. Iulianus Apostata; 331 или 332 — 26 июня 363) — римский император в 361—363 годах из династии Константина. Последний языческий (неоплатонический) император Рима, ритор, философ и поэт.

## Биография

### Путь к власти
Родился в Константинополе, сын Юлия Констанция, единокровного брата Константина Великого, и его второй жены Василины, гречанки родом из анатолийской Вифинии. Отец погиб в 337 году (вскоре после смерти Константина Великого) во время военного бунта, когда Юлиану было 6 лет, мать же он потерял ещё на первом году своей жизни. Где находился Юлиан со своим братом Галлом во время катастрофы 337 года, остаётся неизвестным, но несомненно, что он сохранил о ней ясное воспоминание. После смерти Константина Великого, когда его сыновья разделили между собой управление Римской империей, в ходе кровавой резни, учинённой солдатами, возможно, по приказу Констанция II (сын Константина Великого), погибли все ближайшие родственники императорской фамилии. Юлиан спасся от рук убийц благодаря своему шестилетнему возрасту, а его старший брат Галл избежал смерти ввиду тяжкой болезни, которая и без того должна была свести его в могилу. Таким образом, в самом раннем детстве Юлиан вместе со старшим братом остались круглыми сиротами под опекой императора Констанция.
После смерти отца Юлиан воспитывался Евсевием, арианским епископом Никомедии, а затем Константинополя. С 339 года изучал греческую философию и литературу под руководством евнуха Мардония, который пробудил в нём любовь к эллинскому миру. В 344—345 годах жил в Никомедии, где познакомился с Либанием (он не мог слушать лекций этого языческого оратора, но ему тайно передавали записи речей), а в 351—352 годах — в Пергаме и Эфесе, где столкнулся с несколькими философами-неоплатониками, в том числе с Максимом Эфесским, который был сторонником теургического неоплатонизма Ямвлиха и оказал на Юлиана наибольшее влияние, возможно, став впоследствии причиной его разрыва с христианством. 352—354 годы Юлиан вновь провёл в Никомедии, изучая сочинения неоплатоников. В 355 году уехал учиться в Афины и там встретился с Григорием Богословом и Василием Кесарийским.
В 344 году Юлиану и его брату Галлу было указано жить в замке Macellum близ Кесарии Каппадокийской. Хотя условия жизни соответствовали высокому положению молодых людей, Юлиан жаловался на недостаток общества, на постоянные стеснения свободы и на тайный надзор. Вероятно, к этому периоду нужно относить зачатки враждебного отношения Юлиана к христианской вере. В этом положении братья оставались около 6 лет. Между тем, бездетного Констанция весьма заботила мысль о преемнике, так как из прямого потомства Констанция Хлора в живых после преследований оставались лишь два двоюродных брата Констанция — Галл и Юлиан. Император в 350 году решился призвать к власти Галла. Вызвав его из замка Macellum, Констанций дал ему титул цезаря и назначил наместником в Антиохию. Но Галл не сумел справиться с новым положением и совершил много ошибок, чем породил подозрения в своей неверности императору. В 354 году Галл был вызван Констанцием для оправдания и по дороге убит. Снова встал вопрос о преемстве власти. По настояниям императрицы Евсевии, которая действовала в этом отношении вопреки планам придворной партии, Констанций решился возвратить Юлиану то положение, на какое он имел права по рождению.
В 355 году Констанций II назначил Юлиана цезарем, женил на своей сестре Елене (дочери императора Константина Великого от второй супруги Флавии Максимы Фаусты) и отправил начальником войск в Галлию, где шла упорная и тяжёлая борьба с наступавшими германцами, которые разоряли страну, разрушали города и истребляли население. Юлиан удачно справился с трудной задачей спасти Галлию и под Аргенторатом (ныне Страсбургом) нанёс германцам сильное поражение. Главной резиденцией Юлиана в Галлии стала Лютеция (Lutetia Parisiorum; позднее Париж). Дела Юлиана шли удачно, и германцы были отброшены за Рейн. «Я, будучи ещё цезарем, — писал Юлиан, — в третий раз перешёл Рейн; я потребовал от зарейнских варваров 20 000 пленных… я, по воле богов, взял все города, немногим меньше сорока». Среди войска Юлиан пользовался большой любовью.
Констанций с подозрением и завистью относился к успехам Юлиана. По словам Аммиана Марцеллина, когда поступили известия о деяниях Юлиана:
все самые влиятельные придворные, признанные знатоки в искусстве лести, высмеяли хорошо продуманные планы цезаря и тот успех, что им сопутствовал. Повсюду распространялись глупые шутки, например, что он «больше походил на козла, чем на человека» (намек на его бороду); «его победы начинают приедаться», заявляли они. «Краснобайствующий прыщ», «обезьяна в пурпуре», «грек-любитель» — этими и другими именами называли его. Поочередно донося их до ушей императора, жаждавшего слышать именно такие слова, враги Юлиана пытались очернить его умения. Они укоряли его в слабости, трусости и в сидячем образе жизни, и обвиняли в том, что он умеет сказать о своих победах блестящим языком.
В 360 году император готовился к походу в Персию, где не прекращались военные действия, и где персы перенесли войну уже в римские области — Месопотамию и Армению. Азиатские войска предполагалось подкрепить европейскими, для чего Констанций потребовал от Юлиана посылки на Восток части его лучших и испытанных легионов. Это требование цезарь принял как знак недоверия к себе, потому что без войска он не мог держаться в Галлии; кроме того, галльские войска с большим неудовольствием приняли известие о походе на Восток. При этих условиях в Лютеции, где пребывал цезарь, произошёл военный бунт с провозглашением Юлиана императором. Известия об этом дошли до императора в Кесарии Каппадокийской. Если Констанций не находил возможным признать совершившийся факт и войти в соглашение с Юлианом, то предстояла междоусобная война, которая лишь потому не возгорелась, что император, занятый приготовлениями к походу, летом и зимой 360 года находился в Малой Азии и только весной 361 года мог начать движение в Европу. После провозглашения августом в своём письме к Констанцию Юлиан старался оправдать себя и предлагал войти в соглашение по поводу совершившегося. Но так как Констанций потребовал от него полного и окончательного устранения от дел, а между тем войско Юлиана клялось до конца ему служить и поддержать его права, то Юлиан в итоге решился идти против Констанция войной. Он уже овладел альпийскими проходами, основал свою главную квартиру в Нише, принял под свою власть Иллирик, Паннонию и Италию, передвигаясь очень быстро и собрав громадные средства для войны, когда неожиданная смерть Констанция 3 ноября 361 года освободила Юлиана от необходимости начать междоусобную войну. 11 декабря 361 года Юлиан вступил в Константинополь как прямой и законный наследник римских императоров. Сторонники и приближённые Констанция подверглись жестоким преследованиям и карам со стороны нового императора.

### Внешность, личные качества и недостатки
Вот что говорит Аммиан Марцеллин о Юлиане в «Римской истории»:

По натуре Юлиан был человек легкомысленный, но зато имел хорошую привычку, которая смягчала этот недостаток, а именно: позволял поправлять себя, когда вступал на ложный путь. Говорил он очень много и слишком редко молчал; в своей склонности разыскивать предзнаменования он заходил слишком далеко, так что в этом отношении мог сравниться с императором Адрианом. Скорее суеверный, чем точный в исполнении священных обрядов, он безо всякой меры приносил в жертву животных, и можно было опасаться, что не хватит быков, если бы он вернулся из Персии. 

Рукоплескания толпы доставляли ему большую радость; не в меру одолевало его желание похвал за самые незначительные поступки; страсть к популярности побуждала его иной раз вступать в беседу с недостойными того людьми. Иногда он… допускал произвол и становился непохожим на себя самого. Изданные им указы, безоговорочно повелевавшие то или другое, или запрещавшие, были вообще хороши, за исключением немногих. Так, например, было жестоко то, что он запретил преподавательскую деятельность исповедовавшим христианскую религию риторам и грамматикам, если они не перейдут к почитанию богов. Равным образом было несправедливо то, что он допускал включение в состав городских советов вопреки справедливости людей, которые были или чужими в тех городах, или же совершенно свободны от этой повинности благодаря привилегиям или своему происхождению. 

Внешность его была такова: среднего роста, волосы на голове очень гладкие, тонкие и мягкие, густая, подстриженная клином борода, глаза очень приятные, полные огня и выдававшие тонкий ум, красиво искривленные брови, прямой нос, рот несколько крупноватый, с отвисшей нижней губой, толстый и крутой затылок, сильные и широкие плечи, от головы до пяток сложение вполне пропорциональное, почему был он и силен и быстр в беге.

### Внутренняя политика и религиозные идеи
Сторонник реставрации греческих традиций на основе римского неоплатонизма, противник христианства. Будучи в это время уже убеждённым сторонником язычества и будучи вынужден до смерти Констанция скрывать свои религиозные взгляды, Юлиан, став полновластным государем, прежде всего решил приступить к выполнению своей заветной мечты, а именно к восстановлению древних римских религиозных обычаев. В первые же недели после своего восшествия на престол Юлиан по поводу этого издал эдикт. Ко времени Юлиана в самом Константинополе не было уже ни одного языческого храма. Новых храмов в короткий срок воздвигнуть было нельзя. Тогда Юлиан совершил торжественное жертвоприношение, по всей вероятности, в главной базилике, предназначавшейся для прогулок и деловых бесед и украшенной Константином статуей Фортуны. По свидетельству церковного историка Созомена, здесь произошла такая сцена: слепой старец, которого вёл ребёнок, приблизившись к императору, назвал его безбожником, отступником, человеком без веры. На это Юлиан ему отвечал: «Ты слеп, и не твой галилейский Бог возвратит тебе зрение». «Я благодарю Бога, — сказал старик, — за то, что он меня его лишил, чтобы я не мог видеть твоего безбожия». Юлиан промолчал на эту дерзость и продолжал жертвоприношение.
Задумав восстановить язычество, Юлиан понимал, что восстановление его в прошлых, чисто материальных формах невозможно; необходимо было его несколько преобразовать, улучшить, чтобы создать силу, которая могла бы вступить в борьбу с христианской церковью. Для этого император решил заимствовать многие стороны христианской организации, с которой он был хорошо знаком. Языческое духовенство он организовал по образцу иерархии христианской церкви; внутренность языческих храмов была устроена по образцу храмов христианских; было предписано вести в храмах беседы и читать о тайнах эллинской мудрости (ср. христианские проповеди); во время языческой службы было введено пение; от жрецов требовалась безупречная жизнь, поощрялась благотворительность; за несоблюдение религиозных требований грозили отлучением и покаянием и т. д. Одним словом, чтобы несколько оживить и приспособить к жизни восстановленное язычество, Юлиан обратился к тому источнику, который он всеми силами своей души презирал.
Объявление веротерпимости было одним из первых актов самостоятельного правления Юлиана. При нём из ссылки вернулись представители многих опальных течений в христианстве, проходили публичные диспуты на религиозные темы. В своём «Эдикте о терпимости» от 362 года Юлиан разрешил восстановление языческих храмов и возврат их конфискованной собственности, а также вернул из изгнания сосланных христианских епископов. Вместе с тем, возвратившиеся представители духовенства, принадлежа к различным конфессиональным направлениям, совершенно, с их точки зрения, непримиримым между собой, не могли ужиться в согласии и начали ожесточённые споры, на что, по-видимому, и рассчитывал Юлиан. Даруя веротерпимость и хорошо зная психологию христиан, он был уверен, что в их церкви сейчас же начнутся раздоры, и такая разъединённая церковь уже не будет представлять для него серьёзной опасности. Одновременно с этим Юлиан обещал большие выгоды тем из христиан, которые согласились бы отречься от христианства. Примеров отречения было немало. Святой Иероним называл подобный образ действия Юлиана «преследованием ласковым, которое скорее манило, чем принуждало к жертвоприношению».

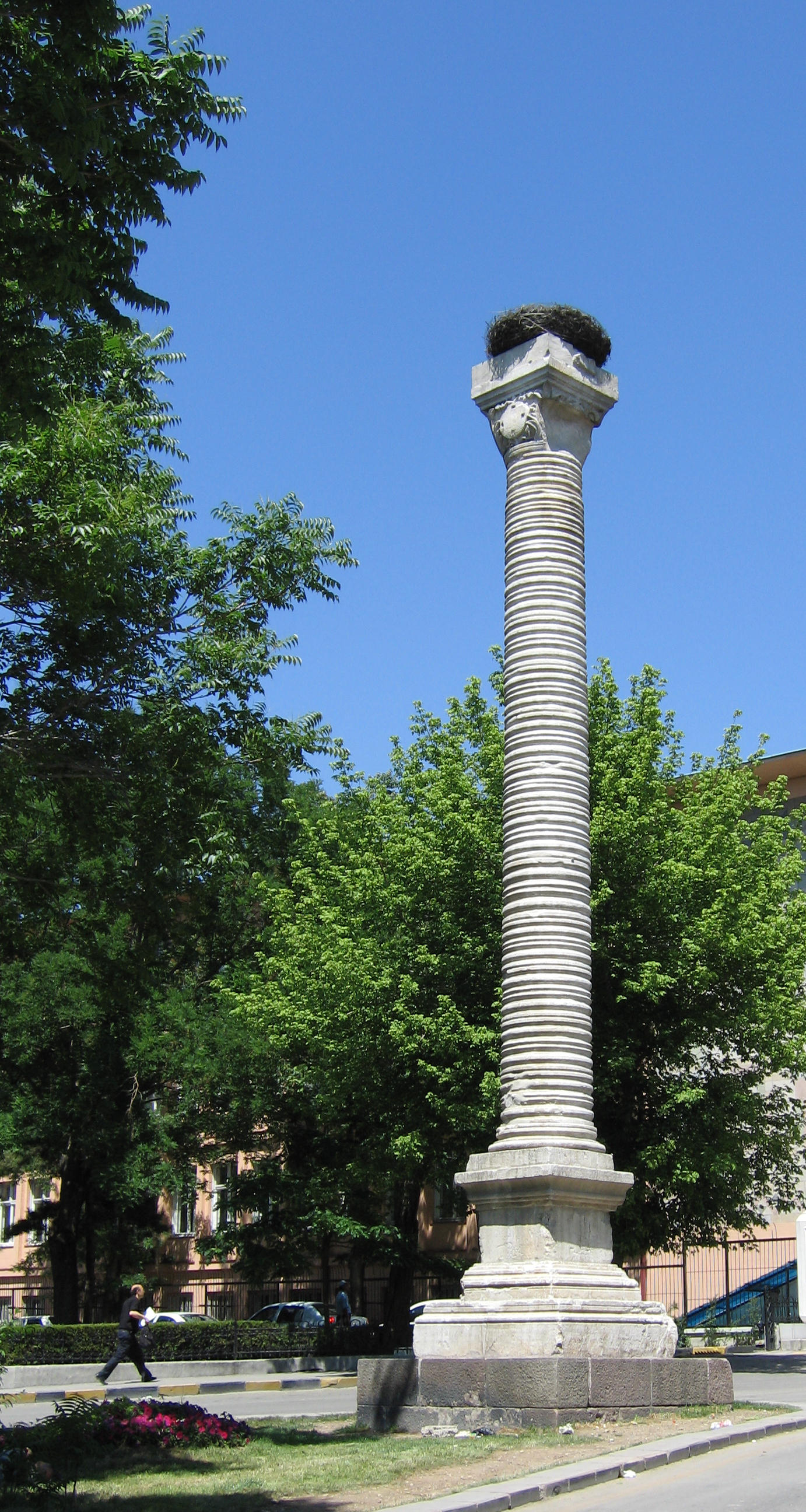
Колонна Юлиана в Анкаре, построенная в честь визита императора в 362 году

Помимо реставрации древней римской религии, Юлиан планировал заново отстроить Иерусалимский храм для иудеев. Этим он хотел доказать ложность пророчества Иисуса Христа о том, что от Храма «не останется камня на камне» (Мф. 24:2; Мк. 13:2; Лук. 21:6). Он ассигновал требуемые средства и велел приступить к строительству. Через считанные дни после начала работ 26 мая 363 года восстановление Храма были прекращено, так как в результате стихийного бедствия или аварии на Храмовой горе начался пожар.
Наиболее чувствительный удар нанесла христианству школьная реформа Юлиана. Первый указ касается назначения профессоров в главные города империи. Кандидаты должны быть избираемы городами, но для утверждения представляемы на усмотрение императора, поэтому последний мог не утвердить всякого неугодного ему профессора. В прежнее время назначение профессоров находилось в ведении города. Гораздо важнее был второй указ, сохранившийся в письмах Юлиана. «Все, — говорит указ, — кто собирается чему-либо учить, должны быть доброго поведения и не иметь в душе направления, несогласного с государственным». Под государственным направлением надо, конечно, разуметь традиционное направление самого императора. Указ считает нелепым, чтобы лица, объясняющие Гомера, Гесиода, Демосфена, Геродота и других античных писателей, сами отвергали чтимых этими писателями богов. Таким образом, Юлиан запретил христианам обучать риторике и грамматике, если они не перейдут к почитанию богов. Косвенно же христианам было запрещено и учиться, раз они не могли (по религиозным соображениям) посещать языческие школы.
Летом 362 года Юлиан предпринял путешествие в восточные провинции и прибыл в Антиохию, где население было христианским. Антиохийское пребывание Юлиана важно в том отношении, что оно заставило его убедиться в трудности, даже невыполнимости предпринятого им восстановления язычества. Столица Сирии осталась совершенно холодна к симпатиям гостившего в ней императора. Юлиан рассказал историю своего визита в своём сатирическом сочинении «Мисопогон, или Ненавистник бороды». Конфликт обострился после пожара храма в Дафне, в чём заподозрены были христиане. Рассерженный Юлиан приказал в наказание закрыть главную антиохийскую церковь, которая к тому же была разграблена и подверглась осквернению. Подобные же факты произошли в других городах. Христиане, в свою очередь, разбивали изображения богов.
Юлиан «знал христианство изнутри и поэтому был убеждён, что худшим оружием против него было бы гонение, сделавшее из „галилеян“ мучеников». Тем не менее, во время его правления многие представители церкви претерпели мучения и мученическую кончину (церковные историки указывают на прямую причастность Юлиана к гибели Кириака, епископа Иерусалимского и Порфирия Эфесского). Среди мучеников периода его правления в церкви поминаются Василий Анкирский, исповедница Поплин Антиохийская, воин Максим Антиохийский, Вакх, Иоанн Врач и Евул, исповедники Евгений и Макарий, Артемий Антиохийский и др. К царствованию Юлиана относится и подвиг мученика, чудом пережившего своего гонителя, Иоанна Воина.

### Поход в Персию и смерть Юлиана
Главной внешнеполитической задачей Юлиан считал борьбу с сасанидским Ираном, где в это время правил шаханшах Шапур II Великий (Длиннорукий, или Длинные Плечи) (309—379). Поход в Персию (весна — лето 363) поначалу складывался весьма успешно: римские легионы дошли до столицы Персии, Ктесифона, — но закончился катастрофой и смертью Юлиана 26 июня (по другим данным, 29 июня) 363 г.
Ктесифон оказался неприступным даже для 83-тысячного войска, хотя ранее римские войска уже трижды овладевали этим городом. Положение усугублялось тем, что римские подкрепления и армянские союзники, которым надлежало нанести удар по Ктесифону с севера, не явились. Один перс, человек старый, уважаемый и очень рассудительный, обещал Юлиану предать Персидское царство и вызвался быть проводником внутрь Персии. Юлиан сжёг свой флот, стоявший на Тигре, и излишек продовольствия; но изменник завёл римлян в Карманитскую пустыню, где не было вовсе воды и никакой пищи. После бегства проводников, Юлиан был вынужден начать отступление, теснимый неприятельскими войсками. 26 июня 363 года в битве при Маранге Юлиан получил три ранения: в руку, грудь и печень; последняя рана была смертельной. По некоторым сообщениям, раны были нанесены солдатом его собственной армии, чем-то обиженным им. Согласно другим слухам, смерть Юлиана была на самом деле самоубийством: поняв, что положение его армии безнадёжно, он искал смерти в бою и кинулся на вражеское копьё. Из всех его современников лишь его друг, знаменитый оратор Либаний, сообщает, что его убил христианин, однако и он признаёт, что это лишь предположение. Языческий историк Аммиан Марцеллин (XXV. 3. 2 — 23) пишет о смерти Юлиана как о трагическом несчастном случае, вызванном неосторожностью:
«…Вдруг император, который в этот момент вышел немного вперед для осмотра местности и был без оружия, получил известие, что на наш арьергард неожиданно сделано нападение с тыла.
<...>
3. Взволнованный этим неприятным известием, он забыл о панцире, схватил в тревоге лишь щит и поспешил на помощь арьергарду, но его отвлекло назад другое грозное известие о том, что передовой отряд, который он только что оставил, находится в такой же опасности.
4. Пока он, забыв о личной опасности, спешил восстановить здесь порядок, персидский отряд катафрактов совершил нападение на находившиеся в центре наши центурии. Заставив податься левое крыло, неприятель стремительно стал нас окружать и повел бой копьями и всякими метательными снарядами, а наши едва выдерживали запах слонов и издаваемый ими страшный рев.
5. Император поспешил сюда и бросился в первые ряды сражавшихся, а наши легковооруженные устремились вперед и стали рубить поворачивавших персов и их зверей в спины и сухожилия.
6. Забывая о себе, Юлиан, подняв руки с криком, старался показать своим, что враг в страхе отступил, возбуждал ожесточение преследовавших и с безумной отвагой сам бросался в бой. Кандидаты, которых разогнала паника, кричали ему с разных сторон, чтобы он держался подальше от толпы бегущих, как от обвала готового рухнуть здания, и, неизвестно откуда, внезапно ударило его кавалерийское копье, рассекло кожу на руке, пробило ребра и застряло в нижней части печени.
7. Пытаясь вырвать его правой рукой, он почувствовал, что разрезал себе острым с обеих сторон лезвием жилы пальцев, и упал с лошади. Быстро бежали к нему видевшие это люди и отнесли его в лагерь, где ему была оказана медицинская помощь.
<...>
23. Все умолкли, лишь сам он глубокомысленно рассуждал с философами Максимом и Приском о высоких свойствах духа человеческого. Но вдруг шире раскрылась рана на его пробитом боку, от усилившегося кровотечения он впал в забытье, а в самую полночь потребовал холодной воды и, утолив жажду, легко расстался с жизнью…».
Один из телохранителей Юлиана уверял, что императора убил завистливый злой дух. В то же время, современные исследователи обращают внимание на свидетелей и обстоятельства, ранее никем не принимавшиеся во внимание. Согласно их выводам, 26 июня 363 года Юлиан Отступник был смертельно ранен в скоротечной схватке с конным воином-арабом из племени «бану-Тайи» у селения Туммар (севернее Маранги), и скончался в ночь на 29 июня 363 года в результате развития вторичного травматического шока.
Весьма противоречивы и сведения относительно последних слов Юлиана. Современный ему источник сообщает, что император, собрав свою кровь в пригоршню, бросил её в солнце со словами к своему богу: «Будь удовлетворён!». Около 450 года Феодорит Кирский записал, что перед смертью Юлиан воскликнул: «Ты победил, Галилеянин!». Однако очевидец и участник событий Аммиан Марцеллин (см. выше) ничего подобного не сообщает. Скорее всего, последняя фраза Юлиана вложена в его уста церковными историками, или была изменена ими в интересах Церкви. Существует версия, согласно которой последними словами поклонявшегося Гелиосу неоплатоника Юлиана стало восклицание: «O Sol, Julianum perdidisti!» (с лат. — «О, Солнце, (ты) потеряло Юлиана!»).

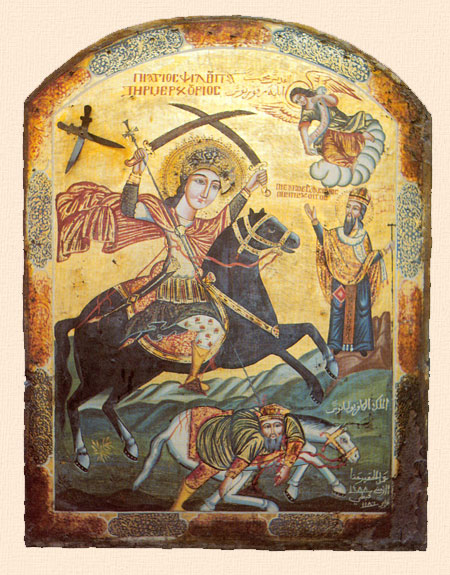
Коптская икона: Святой Меркурий убивает Юлиана Отступника.

«Кто же был его убийцей? — стремится услышать иной. Имени его я не знаю, но что убил не враг, явствует из того, что ни один из врагов не получил отличия за нанесение ему раны. …И великая благодарность врагам, что не присвоили себе славы подвига, которого не совершили, но предоставили нам у себя самих искать убийцу. Те, кому жизнь его была невыгодной, — а такими были люди, живущие не по законам, — и прежде давно уже злоумышляли против него, а в ту пору, когда представилась возможность, сделали своё дело, так как их толкали к тому и прочая их неправда, коей не было дано воли в его царствование, и в особенности почитание богов, противоположное коему верование было предметом их домогательства».
Либаний. Надгробная речь Юлиану.

Юлиан после смерти был похоронен в языческом капище в Тарсе, Киликия; впоследствии же тело его было перенесено на его родину в Константинополь и погребено в церкви Святых Апостолов рядом с телом его супруги, в пурпурном саркофаге, но как тело отступника — без отпевания.

## Литературное и философское наследие

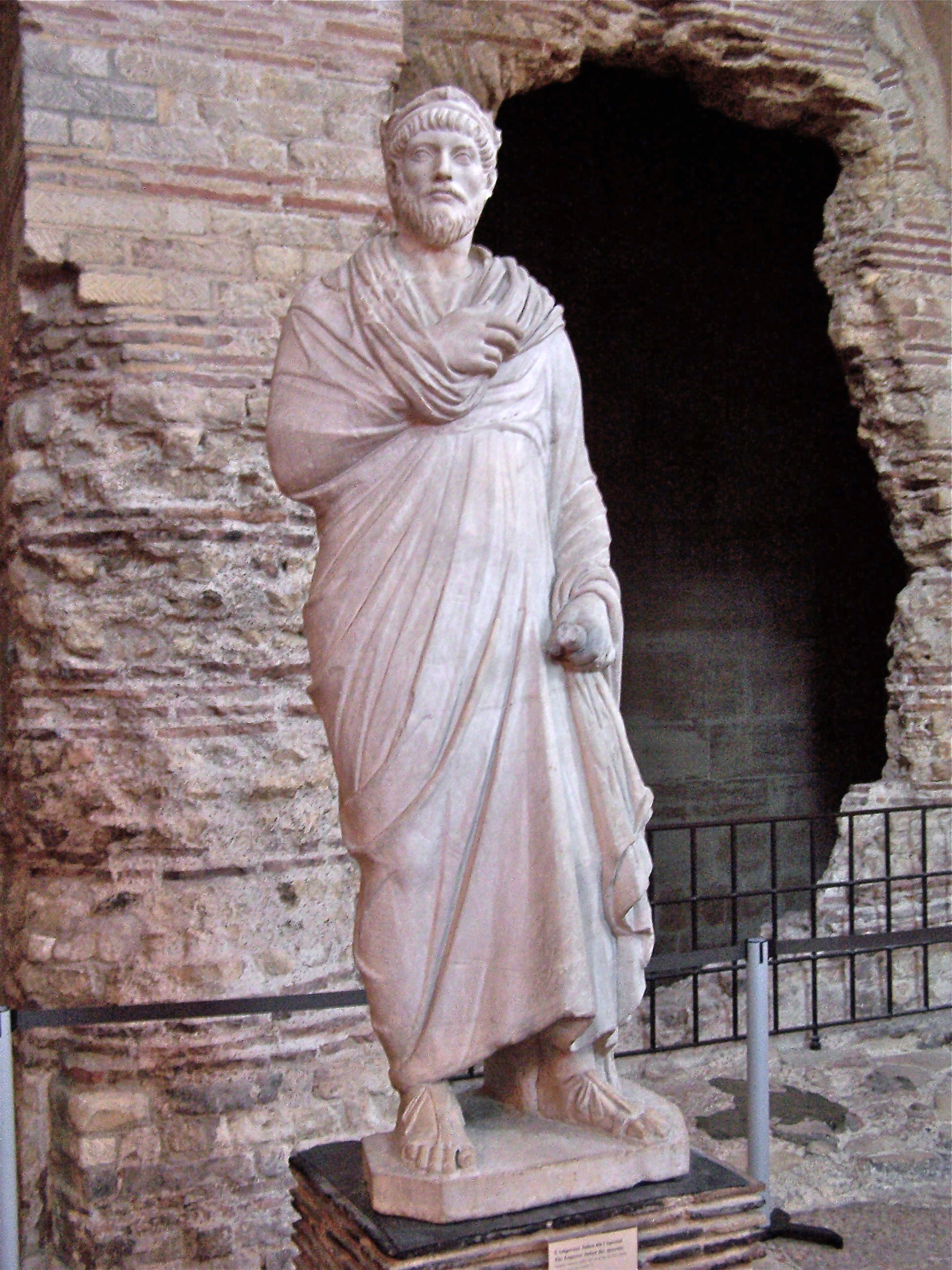
Скульптурное изображение Юлиана Отступника из парижского Музея Средневековья.

Юлиан оставил после себя ряд сочинений, которые позволяют ближе познакомиться с этой интересной личностью. Центром религиозного мировоззрения Юлиана является культ Солнца, создавшийся под непосредственным влиянием культа персидского светлого бога Митры и идей выродившегося к тому времени платонизма. Уже с самых юных лет Юлиан любил природу, особенно же небо. В своём рассуждении «О Царе-Солнце», главном источнике религии Юлиана, он писал, что с юных лет был охвачен страстной любовью к лучам божественного светила; он не только днём желал устремлять на него свои взоры, но и в ясные ночи он оставлял все, чтобы идти восхищаться небесными красотами; погружённый в это созерцание, он не слышал тех, кто с ним говорил, и даже терял сознание. Довольно тёмно изложенная Юлианом его религиозная теория сводится к существованию трёх миров в виде трёх солнц. Первое солнце есть высшее Солнце, идея всего существующего, духовное, мыслимое целое; это — мир абсолютной истины, царство первичных принципов и первопричин. Видимый нами мир и видимое солнце, мир чувственный, является лишь отражением первого мира, но отражением не непосредственным. Между этими двумя мирами, мыслимым и чувственным, лежит мир мыслящий со своим солнцем. Получается, таким образом, троица (триада) солнц: (1) мыслимого или духовного, (2) мыслящего и (3) чувственного или материального. Мыслящий мир является отражением мыслимого-духовного мира, но сам, в свою очередь, служит образцом для мира чувственного, который является, таким образом, отражением отражения, воспроизведением во второй ступени абсолютного образца. Высшее Солнце слишком недоступно для человека; солнце чувственного мира слишком материально для обоготворения. Поэтому Юлиан сосредоточивает все своё внимание на центральном мыслящем Солнце, его называет «Царем-Солнцем» и ему поклоняется.
Самое значительное сочинение Юлиана — «Против христиан» — было уничтожено и известно только по полемике христианских писателей против него.
Утрачены стихотворные речи, панегирики, эпиграммы, труд о военных механизмах, трактат о происхождении зла и сочинение о войне с германцами (описание собственных действий в Галлии до 357 г.). Юлиан был аттикистом, в его речах мы встречаем множество классических реминисценций (от Гомера и Гесиода до Платона и Демосфена), а также софистических (от Диона Прусского до Фемистия и Либания). Однако он пишет туманным, трудным для понимания, порой хаотичным языком. Сочинения Юлиана представляют больше ценности в качестве документа эпохи, чем как литературные произведения.

## Образ Юлиана в культуре

### В художественной литературе
- Юлиан Отступник — главный герой «мировой драмы» Генрика Ибсена «Кесарь и Галилеянин», первой части трилогии Дмитрия Мережковского «Христос и Антихрист», романа Гора Видала «Император Юлиан», памфлета Давида Фридриха Штрауса Der Romantiker auf dem Thron,
- Времени правления Юлиана посвящены два романа Валерия Брюсова: «Алтарь победы» и «Юпитер поверженный» (неокончен).
- Юлиан Отступник появляется в рассказе Генри Филдинга «Путешествие в загробный мир и прочее».
- Рассказ о Юлиане Отступнике присутствует в золотой легенде.
- Эссе о Юлиане Отступнике, занимающее треть романа, в «Элизабет Финч» Джулиана Барнса.

### В театре и кинематографе
- Историческая драма режиссёра Уго Фалена Giuliano l’Apostata (1919 год).
- Опера Феликса Вайнгартнера Der Apostat (1924 год).
- Трагедия Никоса Казандзакиса Julian the Apostate (1945 год; первая постановка — 1948 год, Париж).

## Библиография

Ioulianou autokratoros ta sozomena, 1696

### Сочинения Юлиана
На языке оригинала:
- Juliani imperatoris quae supersunt. Rec. F. C. Hertlein. T.1-2. Lipsiae, 1875—1876.

На английском языке:
- Wright, W.C., The Works of the Emperor Julian, Loeb Classical Library, Harvard University Press, 1913/1980, 3 Volumes, в Internet Archive
  - Volume 1, № 13. Речи 1-5.
  - Volume 2, № 29. Речи 6-8. Письма Фемистию, сенату и афинскому народу, жрецу. Цезари. Мисопогон.
  - Volume 3, № 157. Письма. Эпиграммы. Против галилеян. Фрагменты.

На французском языке:
- L’empereur Julien. Œuvres complètes trad. Jean Bidez, Les Belles Lettres, Paris
  - t. I, 1ère partie: Discours de Julien César (Discours I—IV), Texte établi et traduit par Joseph Bidez, édition 1963, réédition 2003, XXVIII, 431 p.: Éloge de l’empereur Constance, Éloge de l’impératrice Eusébie, Les actions de l’empereur ou De la Royauté, Sur de le départ de Salluste, Au Sénat et au peuple d’Athènes
  - Tome I, 2ème partie: Lettres et fragments, Texte établi et traduit par Joseph Bidez, édition 1924, réédition 2003, XXIV, 445 p.
  - t. II, 1ère partie: Discours de Julien l’Empereur (Discours VI—IX), Texte établi et traduit par Gabriel Rochefort, édition 1963, réédition 2003, 314 p. : À Thémistius, Contre Hiérocleios le Cynique, Sur la Mère des dieux, Contre les cyniques ignorants
  - t. II, 2e partie : Discours de Julien l’Empereur (Discours X—XII), Texte établi et traduit par Christian Lacombrade, édition 1964, réédition 2003, 332 p. : Les Césars, Sur Hélios-Roi, Le Misopogon,

На русском языке:
- Юлиан. Кесари, или императоры на торжественном обеде у Ромула, где и все боги. СПб, 1820.
- Юлиан. Речь к антиохийцам, или Мисапогон (враг бороды). / Пер. А. Н. Кириллова. Нежин, 1913.
- Юлиан. Против христиан. / Пер. А. Б. Рановича. // Ранович А. Б. Первоисточники по истории раннего христианства. Античные критики христианства. (БАтЛ). М., Политиздат. 1990. 480 стр. С. 396—435.
- Юлиан. К совету и народу афинскому. / Пер. М. Е. Грабарь-Пассек. // Памятники позднего античного ораторского и эпистолярного искусства. М.-Л., Наука. 1964. / Отв. ред. М. Е. Грабарь-Пассек. 236 с. С. 41-49.
- Император Юлиан. Письма. / Пер. Д. Е. Фурмана под ред. А. Ч. Козаржевского. // ВДИ. 1970. № 1-3.
- Император Юлиан. Сочинения. / Пер. Т. Г. Сидаша. СПб, Изд-во СПбГУ. 2007. 428 стр. (К Царю Солнцу. Гимн к Матери Богов. Фрагмент письма к жрецу. К невежественным киникам. К Ираклию кинику. Антиохийцам, или Брадоненавистник. Письмо к Нилу… Послание к жителям Эдессы. Похвальное слово царице Евсевии. Послание к сенату и народу афинскому. Послание к Фемистию философу. Утешение, обращенное к себе в связи с отъездом Саллюстия. Письмо к Евагрию. О Пегасии)
- Император Юлиан. Полное собрание творений. / Пер. Т. Г. Сидаша. СПб, Квадривиум. 2016. 1084 стр.

### Античные источники
Современники Юлиана:
- Клавдий Мамертин. Панегирик.
- Либаний. Переписка.
- Либаний. Надгробное слово по Юлиану. / Пер. Е. Рабинович. // Ораторы Греции. М., ХЛ. 1985. 496 стр. С. 354—413.
- Григорий Назианзин. Первое обличительное слово на царя Юлиана. Второе обличительное слово на царя Юлиана. // Григорий Богослов. Собрание творений. В 2 т. Т.1. С. 78-174.
- Мар Афрем Нисибинский. Юлиановский цикл. / Пер. с сир. А.Муравьева. М., 2006.
- Иероним. Продолжение «Хроники» Евсевия. P. 322—325.
- Аммиан Марцеллин. «Римская история». Книги XV—XXV. (неоднократно издавалась в 1990—2000-е годы)
- Евнапий. История, отрывки 9-29 // Византийские историки. Рязань, 2003. С. 82-100.
- Евнапий. Жизни философов и софистов. // Римские историки IV века. М., 1997.

Авторы последующих поколений:
- Кирилл Александрийский. Против Юлиана.
- Сократ Схоластик. Церковная история. Кн.3.
- Созомен. Церковная история. Кн. 5. Кн. 6. Гл. 1-2.
- Феодорит Кирский. Церковная история. Кн. 3.
- Зосим. Новая история.
- Феофан Византиец. Летопись, годы 5853-5855. Рязань, 2005. С. 47-53.
- Георгий Амартол (Книги временные и образные Георгия Монаха. Серия «Памятники религиозно-философской мысли Древней Руси». В 2 т. Т.1. Ч.1. М., 2006. С. 552—560).

Александр Кравчук. Галерея римских императоров. В 2 т. Т. 2. М., 2011. С. 185—257.

### Исследования
- Гиббон Э. История упадка и разрушения Римской империи. Том 3.
- Бенуа-Мешен Ж. Юлиан Отступник, или Опалённая мечта (L’empereur Julien ou le rêve calciné). (Серия «ЖЗЛ»)
- Эвола Ю. Император Юлиан // Традиция и Европа. — Тамбов, 2009. — С. 25—28. — ISBN 978-5-88934-426-1.

На русском языке:
- Алфионов Я. Император Юлиан и его отношение к христианству. Казань, 1877. 432 стр. 2-е изд. М., 1880. 461 стр.
  - переиздание: 3-е изд., М.: Либроком, 2012. 472 с., Серия «Академия фундаментальных исследований: история», ISBN 978-5-397-02379-5
- Вишняков А. Ф. Император Юлиан Отступник и литературная полемика с ним св. Кирилла, архиепископа Александрийского, в связи с предшествующей историей литературной борьбы между христианами и язычниками. Симбирск,1908.
- Вус О. В. Юлиан Апостат. Персидский поход и загадка битвы у Туммара 26 июня 363 г. // МАИАСП. 2019. Вып. 11. С. 271—299. https://www.academia.edu/85590664/Julian_the_Apostate_The_Persian_campaign_and_the_riddle_of_battle_at_Tummar_on_June_26_363
- Гревс И. М.,. Юлиан, Флавий Клавдий // Энциклопедический словарь Брокгауза и Ефрона : в 86 т. (82 т. и 4 доп.). — СПб., 1890—1907.
- Розенталь Н. Н. Юлиан Отступник. Трагедия религиозной личности. Пг,1923.
- Попова Т. В. Письма императора Юлиана. // Античная эпистолография. Очерки. М., 1967. С. 226—259.
- Раздел о Юлиане в главе 6 (Литература), автор С. С. Аверинцев. // Культура Византии. IV-первая половина VII в. М., 1984. С. 286—290.
- Юлиан. // Лосев А. Ф. История античной эстетики. [В 8 т. Т.7] Последние века. Кн.1. М., 1988. С. 359—408.
- Дмитриев В. А. Юлиан Отступник: человек и император // Метаморфозы истории: Альманах. Вып. 3. Псков, 2003. С. 246—258.
- Солопова М. А. Юлиан Флавий Клавдий // Античная философия: Энциклопедический словарь. М., 2008. 896 стр. С. 831—836.
- Язычество и христианство в половине IV века. Юлиан Отступник. Характеристика его царствования. //  Ф. И. Успенский. История византийской империи (VI—IX вв.) Издательство: Москва, Директ-Медиа, 2008. 2160 c.

### Художественная литература
- Штраус Д. Ф. Романтик на троне цезарей.
- Эйхендорф Й. Юлиан.
- Ибсен Г. Кесарь и Галилеянин.
- Мережковский Д. С. Смерть богов. Юлиан Отступник.
- Вайнгартнер Ф. Юлиан Отступник (опера).
- Видал Г. Юлиан.